# Féminité du bois
 (novembre 2023).
Si vous disposez d'ouvrages ou d'articles de référence ou si vous connaissez des sites web de qualité traitant du thème abordé ici, merci de compléter l'article en donnant les références utiles à sa vérifiabilité et en les liant à la section « Notes et références ».
 (novembre 2024).
Féminité du bois est un parfum créé en 1992 par Serge Lutens.
C'était un passionné du Maroc et des senteurs puissantes que l'on peut trouver dans ce pays. Sa fragrance novatrice intègre l'odeur du bois de cèdre, du miel d'abeille et de la prune confite, ce qui lui donne une odeur sensuelle.
Le bois de cèdre est devenu la base de la plupart des autres parfums de Serge Lutens : « Bon nombre des parfums que j'ai créés par la suite sont bâtis autour de l'idée du bois de cèdre. Il possède une infinité de facettes toutes plus riches les unes des autres. »
Ce parfum a servi de base d'inspiration pour Bois Sépia, Chergui, Santal de Mysore, Cèdre, « le nouveau Féminité du Bois, revu et abouti », Visit for Her d'Azzaro, aux notes ambrées,Hypnôse de Lancôme, au bois de vétiver et à la vanille, Terre de Bois de Miller Harris, aux senteurs de mousse, et Alien de Thierry Mugler, aux notes ambrées et à la fleur de jasmin Sambac.